# Heliconius euphrasius
Heliconius euphrasius är en fjärilsart som beskrevs av Gustav Weymer och J. Peter Maassen 1890. Heliconius euphrasius ingår i släktet Heliconius och familjen praktfjärilar. Inga underarter finns listade i Catalogue of Life.